# Lista de vulcões de Granada

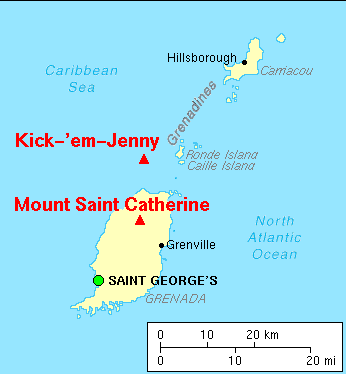
Principais vulcões de Granada.

Esta é uma lista de vulcões ativos e extintos em Granada.
| Nome                  | Elevação | Elevação | Localização                  | Última erupção |
| Nome                  | metros   | pés      | Coordenadas                  | Última erupção |
| Kick 'em Jenny        | -168     | -607     | 12° 18′ 00″ N, 61° 38′ 24″ O | 2001           |
| Monte Saint Catherine | 840      | 2,756    | 12° 09′ N, 61° 40′ O         | desconhecido   |